# 濱江丸
濱江丸（ひんこうまる）は、大連汽船が1936年に建造したばら積み貨物船。太平洋戦争で日本海軍に徴用され、1944年に空襲により父島で大破放棄された。残骸が戦後も長く放置され、観光スポットとなっている。

## 建造
本船は、当時日本の統治下にあった関東州に拠点を置く船会社の大連汽船により、「龍江丸級貨物船」6隻のうちの1隻として計画された。工事は他の姉妹船3隻とともに播磨造船所へ発注され、1936年（昭和11年）9月20日に竣工した。船名は、姉妹船と同じく「江」の文字を含む名を付けられた。船舶改善助成施設による補助金の交付対象が第二次助成から関東州置籍船にも拡大されたのを利用し、姉妹船のうちで唯一、日本政府からの建造費補助を受けて建造されている。本船と引き換えに解体見合い船として解体される古船として、自社持ち船の中から以下の2隻を充当したが、国際情勢悪化により船腹不足が懸念されたため、永安丸については解体期限延長の末戦没した。
| 解体見合い船名 | 船主     | 総トン    | 進水年 | 建造所                                | 脚注  | 備考     |
| -------------- | -------- | --------- | ------ | ------------------------------------- | ----- | -------- |
| 萬達丸         | 大連汽船 | 3,645トン | 1906年 | サンダーランド造船会社(イギリス)      | [ 7 ] |          |
| 永安丸         | 大連汽船 | 3,825トン | 1905年 | J・L・ディキンソン&ソンズ社(イギリス) | [ 8 ] | [ 注 1 ] |

濱江丸の船体は、5000総トン級の船尾機関型である。船倉は途中に甲板が無い一層構造で、荷崩れ防止用の内壁、周囲が補強され幅広の倉口など鉱石運搬に適した設計となっていた。ただし、船倉上に換気用のベンチレーターが設置されており、鉱石以外の通常貨物の運搬も考慮されていたと思われる。荷役設備は、船橋前方と船体後部に単脚型ポスト、船橋後方甲板中央に門型ポストが設置され、それぞれデリックが付属している。なお、同型船のうち「龍江丸」、「松江丸」、「三江丸」は3基とも門型デリックポストになっているため、船容が異なる。龍江丸級貨物船の設計は、石油タンカーのTM型逓信省標準船および1TM型戦時標準船の設計の参考にされたといわれ、船尾機関型・5000総トン級という基本形状が共通する。

## 運用
民間商船として就役した。満州産の石炭を日本本土へ運んでいる。
太平洋戦争の勃発後も民需船として運航されていたが、戦争後期の1944年（昭和19年）4月10日付で日本海軍により海軍省の一般徴用船（特設艦船ではない徴用船）として徴用された。マリアナ諸島方面の輸送任務に投入され、同年5月17日から25日には第3515船団（輸送船12隻・護衛艦8隻）へ加入して航海し、館山湾からサイパン島へ無事に到着した。
1944年6月11日、サイパン島へ侵攻してくるアメリカ軍から逃れるため、「濱江丸」は第4611船団に加入して日本本土への退避を開始した。アメリカ海軍第58任務部隊の空襲を受けて船団は壊滅状態となったが、「濱江丸」は損傷しつつも同月21日に硫黄島へ到達できた。その後、特設駆潜艇「文丸」と航空機の援護を受けて父島まで移動した。父島の二見湾に碇泊中の同年7月4日に再びアメリカ海軍機動部隊の空襲を受けた際、被弾を免れるものの座礁してしまう。同年8月4日から5日のスカベンジャー作戦によりまたもアメリカ海軍機動部隊の空襲を浴びた「濱江丸」は、5日に魚雷の命中を受けて炎上し、全損となった。
終戦後も「濱江丸」の船体の残骸は父島の境浦海岸に残されたままで、戦争遺跡として小笠原村の観光スポットの一つとなった。船体は風化が著しく、海面上に残った部分は少なくなっているが、現在でも残骸は存在している。

## ギャラリー
- 小笠原諸島父島境浦海岸に残る濱江丸（2011年4月）
- 濱江丸の残骸
- 濱江丸の残骸（機関部）
- 水没部分